# Anita Celinić
Anita Celinić (Zagreb, 1970.), hrvatska jezikoslovka, kroatistica i dijalektologinja.

## Životopis
Rođena u Zagrebu 1970. godine. Na Filozofskom fakultetu Sveučilišta u Zagrebu pohađala je studij kroatistike na kojem je 1995. diplomirala s temom Cakavizam u govoru grada Visa (mentor prof. dr. Mira Menac-Mihalić). Uz kroatistiku, 1998. g. diplomirala je i crkvenu glazbu na Institutu za crkvenu glazbu "Albe Vidaković" u Zagrebu. Magistrirala je radom Fonologija gornjosutlanskoga dijalekta (vokalizam), 2002. i doktorirala na temu Fonologija gornjosutlanskoga dijalekta", 2005. na području dijalektologije, oboje pod mentorstvom prof. dr. Mire Menac-Mihalić.
Od 1997. godine radi u Institutu za hrvatski jezik i jezikoslovlje, i to od 1997. do 2005. godine na projektu Rječnik hrvatskoga kajkavskoga književnog jezika, a od 2006. na dijalektološkim projektima "Hrvatski jezični atlas", "Istraživanje kajkavskoga narječja" (voditeljica projekta od 2012. godine), "Govori Hrvatskoga zagorja" (voditeljica projekta).
Od 2002. godine član je hrvatskog tima međunarodnog projekta "Općeslavenski lingvistički atlas" (OLA) pri Hrvatskoj akademiji znanosti i umjetnosti. Godine 2011. izabrana je za člana Međunarodnog povjerenstva Općeslavenskoga lingvističkog atlasa. Od 2004. član je Odbora za dijalektologiju Razreda za filološke znanosti HAZU, a od 2006. i njegov tajnik.

## Glavna djela
- "Ozvučena čitanka iz hrvatske dijalektologije", 2012., Zagreb: Knjigra, (u suautorstvu s Mirom Menac-Mihalić), ISBN 978-953-7421-11-3
- "Rječnik hrvatskoga kajkavskoga književnog jezika", svesci 10., 11. i 12. 2005. – 2011.

## Vanjske poveznice
- Tko je tko u hrvatskoj znanosti
- Google znalac
- Worldcat